# هايدغر وشتراوس ومباني الفلسفة (كتاب)
هايدغر وستراوس ومباني الفلسفة: في النسيان الأصيل (بالإنجليزية: Heidegger, Strauss, and the Premises of Philosophy) هو كتاب من تأليف الفيلسوف الأمريكي ريتشارد فيلكلي، حيث يبحث المؤلف في العلاقة الفلسفية بين مارتن هايدغر وليو شتراوس. ترجم الكتاب إلى كل من اللغة الفرنسية واللغة الصينية.

## ملخص
في هذا العمل يبحث ريتشارد ل. فيلكلي العلاقة الفلسفية المعقدة بين مارتن هايدجر وليو شتراوس. يقول فيلكلي إن كلا المفكرين يقدمان تحليلات بحثية لأصول التقاليد الفلسفية في الاستجواب الجذري. بالنسبة لهيدجر وشتراوس لا يمكن فصل استعادة الفلسفة الأصلية عن إعادة التفكير في إمكانية الفلسفة الحقيقية.
 
تشير الآراء المشتركة حول تأثير فكر هايدجر على شتراوس إلى أنه بعد أن استلهم هيدجر في وقت مبكر من تفكيك التقاليد الفلسفية، سلك شتراوس طريقًا منفصلاً تمامًا، وأثار الحداثة وواصل بدلاً من ذلك تجديد الفلسفة السياسية السقراطية. يرفض فيلكلي هذه القراءة ويصر على أن ارتباط شتراوس بالتحديات التي يطرحها هايدجر - وكذلك الفلسفة الحديثة عمومًا - شكل إطارًا حاسمًا ودائمًا لمشروعه الفلسفي مدى الحياة.